# 六氟合镓酸铵
六氟合镓酸铵是一种无机化合物，化学式为(NH
4)
3GaF
6。

## 合成
六氟合镓酸铵由氟化铵和三水合氟化镓（GaF
3·3H
2O）以3:1之比反应而成。
氢氧化镓、氟化氢与氟化铵的反应也生成该化合物。
Ga(OH)
3 + 3 HF + 3 NH
4F  →  (NH)
3GaF
6 + 3 H
2O

## 物理性质
六氟合镓酸铵有两种同质异形体：在低温下为四方晶系，在高温下则为立方晶系。这两种同质异形体的转换反应可逆。
该化合物是可溶于水的无色晶体。